# Nyamata
Nyamata és una ciutat del districte de Bugesera, a la província de l'Est de Ruanda. Segons el cens nacional del 15 d'agost de 2012 tenia 34.922 habitants.
Nyamata literalment significa "lloc de llet" de les dues paraules de Kinyarwanda "nya-" (de) i "amata" (llet). Es troba a uns 39 kilòmetres al sud de Kigali, la capital i principal ciutat del país. Des d'agost de 2017 s'hi està construint un nou aeroport, l'Aeroport Internacional de Bugesera, del que es preveu que es completarà la primera fase en 2019.
A la ciutat també s'hi troba el Memorial del genocidi de Nyamata. Situat al lloc on es trobava l'església catòlica de la parròquia de Nyamata, el memorial conté les restes de més de 45.000 víctimes del genocidi, gairebé totes elles tutsis, inclosos més de 10.000 que van ser massacrats a l'interior de la pròpia església.